# Michelangelo Naccherino

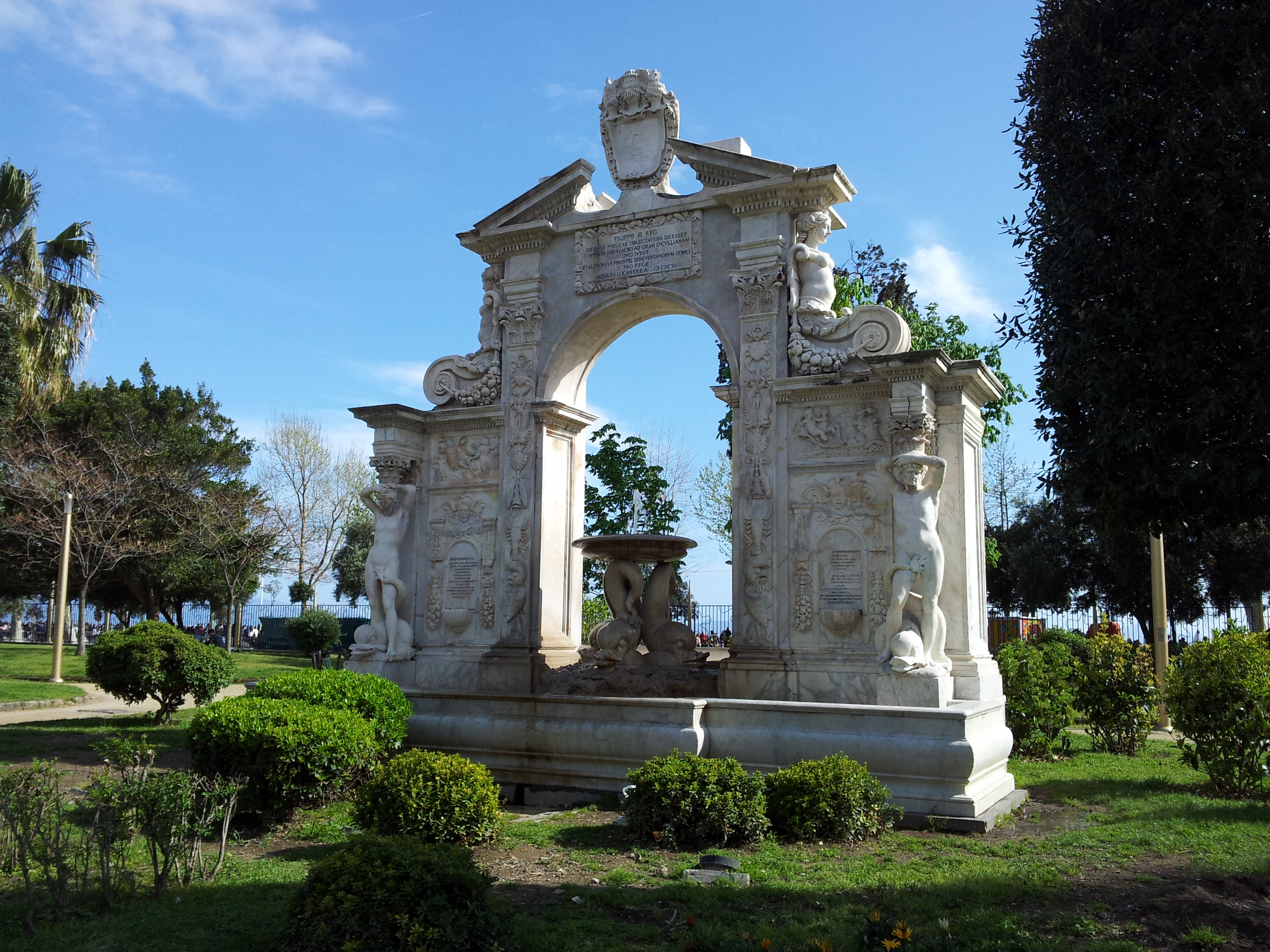
Fontaine Sainte-Lucie, Florence, jardin de Boboli.

Michelangelo Naccherino, né à Florence (grand-duché de Toscane) le 6 mars 1550 et mort à Naples en février 1622, est un sculpteur italien.
Il fut particulièrement actif dans le royaume de Naples et en Sicile, où il produisit un œuvre de renouveau artistique, suivant l'esprit de la Réforme catholique.

## Biographie

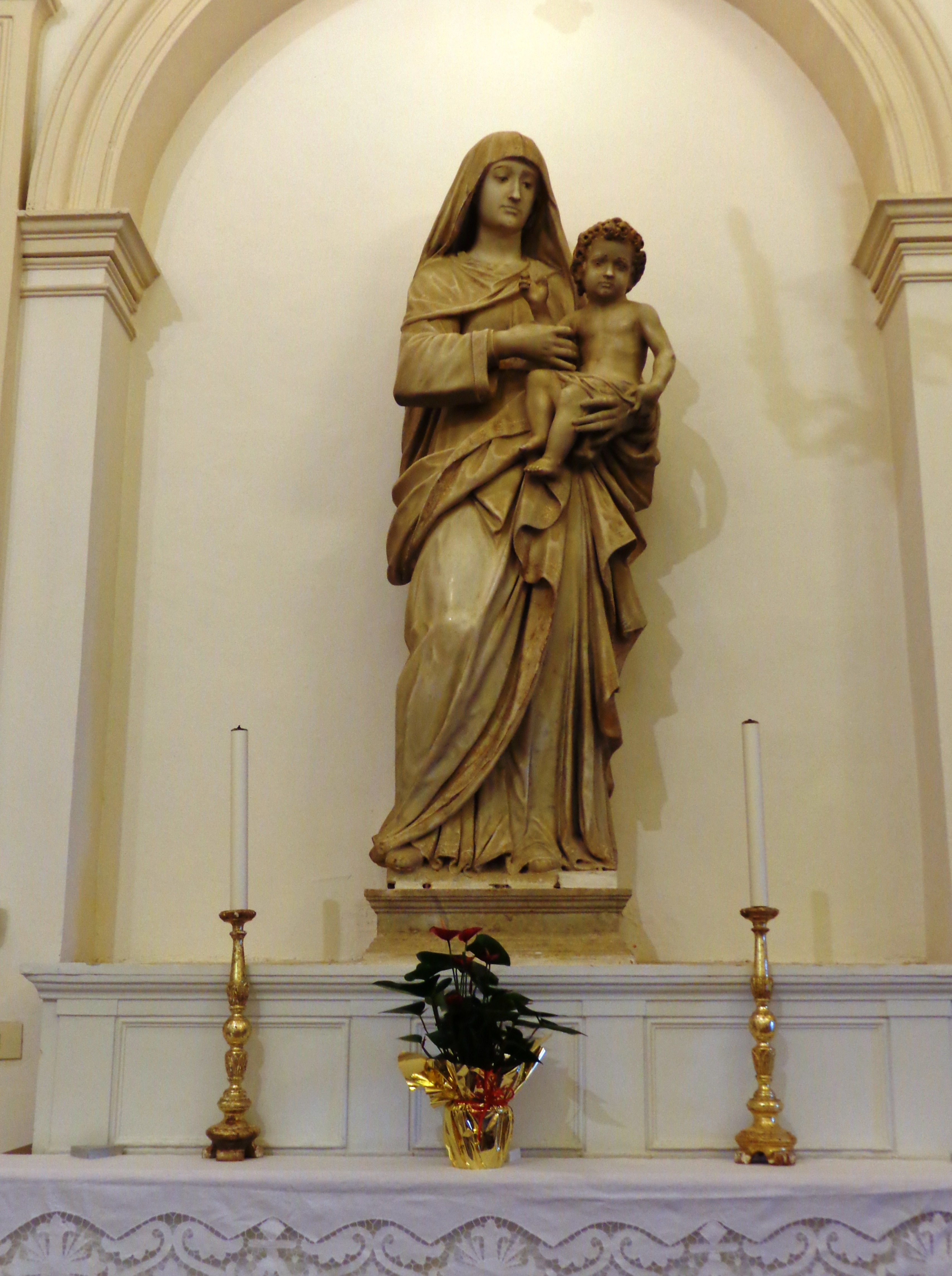
Madone à l'Enfant, Castroreale, église Sant'Agata.

Michelangelo Naccherino est d'abord l'élève à Florence de Giambologna avec qui il se fâche. En 1573, il s'installe dans le royaume de Naples où il commence une carrière féconde. Entre 1575 et 1577, il est actif à Palerme, où il travaille avec Camillo Camilliani à la Fontana Pretoria. Il sculpte et il supervise le montage de 664 pièces composant cette œuvre projetée par Francesco Camilliani.
De retour à Naples, il travaille pour les églises les plus importantes de la cité parthénopéenne, réalisant de véritables chefs-d'œuvre dans le style maniériste comme le tombeau d'Alfonso Sanchez (1588-1589) dans la basilique de la Sainte Annonciation Majeure, ou en 1599 du Crucifix de l'église San Carlo all'Arena.
Il est l'auteur au début du XVIIe siècle, avec d'autres sculpteurs et architectes comme Pietro Bernini (père du Bernin), de fontaines fameuses de Naples, comme la fontana di Santa Lucia (it) et la fontana del Gigante. En 1607, il participe au concours pour la réalisation de la reale cappella del Tesoro di san Gennaro (chapelle royale du trésor de saint Janvier) auquel participent les grands architectes de l'époque, tels que Ceccardo Bernucci, Giovan Battista Cavagna, Giulio Cesare Fontana (it), le Père Grimaldi, Giovanni Cola di Franco, Giovan Giacomo di Conforto (it), ou encore Dionisio Nencioni di Bartolomeo. Tous les projets sont examinés par une commission romaine qui distingue ceux du père Grimaldi et de Giovanni Cola di Franco.
Pour construire cette chapelle du Trésor, Bernucci est chargé de démolir l'édifice préexistant et de creuser les fondations ; la première pierre de l'édifice est gravée par Naccherino et la direction du chantier est confiée à Cola di Franco, puis Cristoforo Monterosso s'occupe de la partie artistique.
En 1612, Naccherino est actif à Capri, où il est l'auteur de plusieurs monuments funéraires conservés en l'église Saint-Étienne (it), et en 1616, il se rend de nouveau à Florence, où il exécute un grand groupe sculpté intitulé Adam et Ève pour le jardin de Boboli.
Le sculpteur demeurait dans une maison du quartier de Materdei qui fut donnée après sa mort aux dominicains de Santa Maria della Sanità, où Naccherino sculpta la Madonna della Sanità au début du XVIIe siècle.

## Œuvres

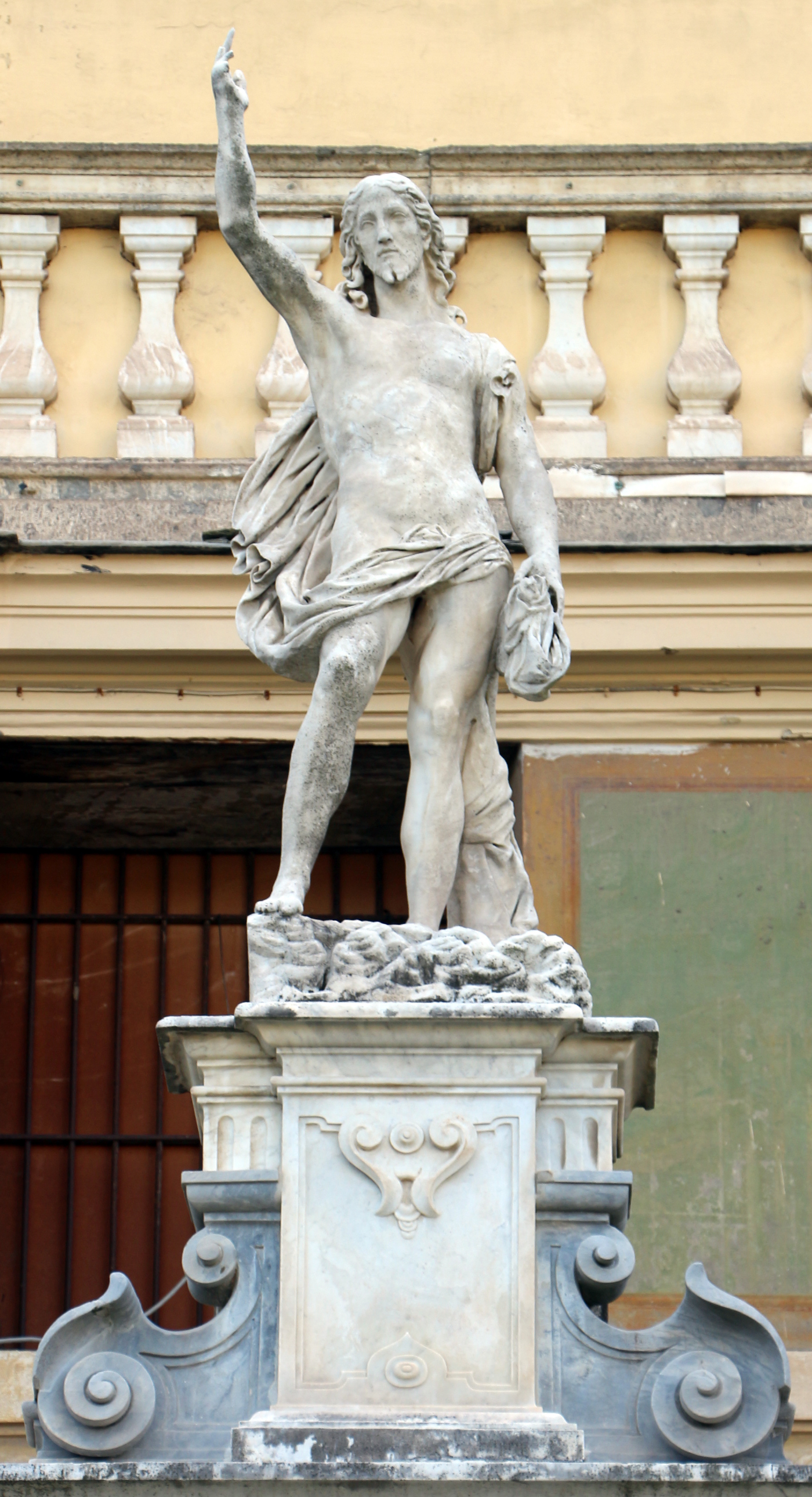
Le Christ ressuscité, Naples, chartreuse San Martino.

- Crucifix, église San Carlo all'Arena
- Pietà, chapelle du Monte di Pietà (it).
- Fontana Santa Lucia (it) (Villa Reale)
- Fontana del Gigante (avec Pietro Bernini)
- Statues, fontana del Nettuno
- Madonna del Carmine, église San Giovanni a Carbonara
- Buste de Fabrizio Pignatelli, église Santa Maria Materdomini
- Le Christ ressuscité, chartreuse San Martino
- Tombeau de Ferdinando Maiorca, pontificia reale basilica di San Giacomo degli Spagnoli
- Tombeau de Lodovico Montalto, église Santa Maria del Popolo
- Monument funéraire d'Annibale Cesareo, basilique Santa Maria della Pazienza
- 1600, Madonna con bambino, Sanctuaire Santa Maria degli Angeli, Vibo Valentia
- 1601 Statue de saint André (bronze) donnée par Philippe II d'Espagne, Amalfi
- 1601, Madonna con Bambino, église Sant'Agata, Castroreale, Messine.
- 1616, Adam et Ève, jardin de Boboli, Florence
- La Nativité du Christ, Skulpturensammlung und Museum für Byzantinische Kunst, Berlin

### Source de la traduction
- (it) Cet article est partiellement ou en totalité issu de l’article de Wikipédia en italien intitulé « Michelangelo Naccherino » (voir la liste des auteurs).